# Цэцэрлэг (Хувсгел)
Цэцэрлэг (монг. Цэцэрлэг, «цветник, сад») — сомон в аймаке Хувсгел. Расположен в юго-западной части аймака. Граничит с Россией (на севере), аймаком Завхан (на юге и западе) и сомоном Цагаан-Уул (на востоке). Площадь составляет 7 480 км², из них 6 040 км² занимают пастбища. Население на 2000 год составляет 5 876 человек; средняя плотность населения — 0,79 чел./км². Административный центр — Халбан, расположен в 209 км от города Мурэн и в 880 км от Улан-Батора.
По данным на 2004 год в сомоне было примерно 45 000 коз, 48 000 овец, 8 300 коров и яков, 8 100 лошадей и 606 верблюдов.